# Arsène Uselding
Arsène Uselding (Nobressart, 3 februari 1900 - 18 december 1986) was een Belgisch volksvertegenwoordiger, senator en burgemeester.

## Levensloop
Uselding werd beroepshalve bediende. Voor de PSC was hij gemeenteraadslid en van 1953 tot 1970 burgemeester van Bouillon.
Van 1949 tot 1950 werd hij PSC-volksvertegenwoordiger voor het arrondissement Virton. In juni 1950 werd hij provinciaal senator voor de provincie Luxemburg en vervulde dit mandaat tot in 1968.